# Sommelonne
Sommelonne is een gemeente in het Franse departement Meuse (regio Grand Est) en telt 501 inwoners (2004). De plaats maakt deel uit van het arrondissement Bar-le-Duc.

## Geografie
De oppervlakte van Sommelonne bedraagt 10,3 km², de bevolkingsdichtheid is 48,6 inwoners per km².
De onderstaande kaart toont de ligging van Sommelonne met de belangrijkste infrastructuur en aangrenzende gemeenten.

## Demografie
Onderstaande figuur toont het verloop van het inwonertal (bron: INSEE-tellingen).